# Ministerio de Desregulación y Transformación del Estado
El Ministerio de Desregulación y Transformación del Estado de Argentina es el ministerio dependiente del Poder Ejecutivo Nacional encargado de asistir al presidente y al jefe de Gabinete en todo lo inherente a la desregulación, reforma y modernización del Estado.
Su primer y actual titular es Federico Sturzenegger, desde el 5 de julio de 2024.

## Competencias
De acuerdo al Decreto 585/2024, que modifica a la Ley 22 520, las competencias del Ministerio de Desregulación y Transformación del Estado incluyen: 

«asistir al Presidente de la Nación y al Jefe de Gabinete de Ministros, en orden a sus competencias, en todo lo concerniente a los cursos de acción para la implementación de la desregulación, reforma y modernización del Estado en miras a redimensionar y reducir el gasto público y aumentar la eficiencia y eficacia de los organismos que conforman la Administración Pública Nacional, la transformación de gestión, la simplificación del Estado, el diseño y ejecución de políticas relativas al empleo público...».

## Historia
El ministerio fue creado tras la aprobación de la ley de Bases y Puntos de Partida para la Libertad de los Argentinos, la cual otorgó facultades delegadas al gobierno, requisito que era necesario para el funcionamiento del ministerio que requería eliminar, modificar o implementar decretos.
El ministerio sirvió como modelo de inspiración para el Departamento de Eficiencia Gubernamental de Estados Unidos (DOGE), liderado por el político Vivek Ramaswamy y el magnate Elon Musk.

## Organización
| Ministerio de Desregulación y Transformación del Estado | Secretaría de Transformación del Estado y Función Pública | Maximiliano Fariña | 19 de julio de 2024 | En el cargo |  | Ind. |
| Ministerio de Desregulación y Transformación del Estado | Secretaría de Desregulación                               | Martín Rossi       | 1 de agosto de 2024 | En el cargo |  | Ind. |

| N.° | Ministro              | Partido | Partido            | Período            | Período     | Presidente   |
| N.° | Ministro              | Partido | Partido            | Inicio             | Final       | Presidente   |
| --- | --------------------- | ------- | ------------------ | ------------------ | ----------- | ------------ |
| 1°  | Federico Sturzenegger |         | La Libertad Avanza | 5 de julio de 2024 | En el cargo | Javier Milei |